# Surveillant d'externat
En France, le statut de surveillant d'externat (SE) a été créé en 1938. Les surveillants étaient surnommés les « pions », dans le jargon scolaire.
Agent non titulaire de l'État et exerçant dans les collèges et lycées à raisons de 28 heures hebdomadaires à temps complet ou 14 heures à mi-temps, il était chargé de la surveillance des élèves de l'ouverture à la fermeture de l'établissement.
La tâche première des surveillants d'externat consistait en la surveillance et l'encadrement des élèves durant le temps scolaire : études et permanences, réfectoire, surveillance des locaux. Ils participent, auprès du conseiller principal d'éducation (CPE), au contrôle d'assiduité (appel quotidien, tenue du fichier des absences et des retards…) et de discipline (surveillance des retenues) des élèves de l'établissement. Durant la demi-pension, ils veillaient au bon déroulement du service au réfectoire et dans la cour de récréation. Ils étaient en cela le bras droit du CPE, qu'ils tenaient informé du comportement des élèves, et des éventuels problèmes décelés. Ils pouvaient également assurer des tâches éducatives auprès des enfants (soutien scolaire, aide aux devoirs, encadrement de voyages et sorties scolaires, etc.). Enfin, notamment hors du temps de présence des élèves, les SE pouvaient être sollicités par le chef d'établissement (proviseur ou principal) pour participer à des tâches administratives diverses (envoi des bulletins scolaires, inscriptions, préparation de rentrée…).
Les surveillants d'externat étaient recrutés au niveau académique sur dossier et devaient impérativement être titulaires du baccalauréat. Les principaux critères de sélection étaient :
- avoir le statut d'étudiants dans l'enseignement supérieur ;
- être âgé de 19 ans à 29 ans ;
- appartenir à une famille aux ressources familiales modestes ;
- se destiner aux concours de l'Éducation nationale.

Pour conserver son poste, l'étudiant surveillant devait produire un diplôme (DEUG, Licence, Maîtrise, etc.) ou prouver son succès aux examens au moins tous les trois ans.
Au bout de six années de service effectif (plus une année pour la préparation d'une agrégation ou d'un doctorat) ou une fois atteint l'âge de 29 ans, les surveillants d'externat cessaient obligatoirement d'exercer et pouvaient bénéficier de l'assurance chômage.
En 2003, la loi relative aux assistants d'éducation met en place un nouveau dispositif, qui permet de le substituer à celui des surveillants d'externat, jugé trop contraignant, sans toutefois le supprimer. Le recrutement facilité des assistants d'éducation, privilégiant les étudiants boursiers, mais non obligatoire, et la diversité de leurs nouvelles fonctions auront rapidement mis fin aux contrats de surveillants d'externat.